# Forening for Boghaandværk
Forening for Boghaandværk er en dansk forening stiftet i 1888 efter initiativ fra xylograf Frederik Hendriksen. Han indsendte fire år tidligere en artikel til Politiken, som endte på forsiden den 26. december. Artiklen kritiserede både det æstetiske udtryk ved nyligt udkomne bøger og den bogtekniske kvalitet.

## Formål og historie
Af Hendriksens artikel kan man udlede foreningens formål: at udbrede kendskab til bogens fremstilling samt at fremme kvaliteten med hensyn til form, funktion og udførelse. Alle der er interesseret i bogens kunst kan blive medlem af foreningen. Komitéen for Årets Bogarbejde har siden 1934 hvert år udvalg det foregående års bedste bogarbejder for at skabe opmærksomhed om den danskproducerede bog, dens design og tekniske kvaliteter. Samtidig hædres fagets udøvere med en række diplomer, en medalje og en ærespris for særligt veludført bogteknik. Årets Bedste Bogarbejde udstilles hver sommer i Den Sorte Diamant på Det Kongelige Bibliotek, og derefter vises udstillingen rundt omkring i Danmark og på den årlige internationale bogmesse i Frankfurt.
Foreningen er opdelt i en række lokalafdelinger samt en hovedbestyrelse.
I 1955 havde foreningen omkring 3000 medlemmer. Foreningens medlemstal var højest i 1970'erne. 

## Udgivelser
Foreningen udgav 1890-92 et Aarsskrift med artikler om bogtrykkere, boghåndværk og årets begivenheder. Fra 1893 udkom i stedet tidsskriftet Bogvennen, der stadig fungerer som foreningens talerør. Siden 1889 har foreningen også udgivet bøger, begyndende med Christian Bruuns afhandling De nyeste Undersøgelser om Bogtrykkerkunstens Oprindelse. Fra 1900-tallets begyndelse blev der tale om egentlig forlagsvirksomhed med litterære og essayistiske udgivelser i høj håndværksmæssig kvalitet.